# Channa ornatipinnis
Channa ornatipinnis är en fiskart som beskrevs av Ralf Britz 2008. Channa ornatipinnis ingår i släktet Channa och familjen Channidae. IUCN kategoriserar arten globalt som otillräckligt studerad. Inga underarter finns listade i Catalogue of Life.